# Róbert Petrovický
Róbert Petrovický (né le 26 octobre 1973 à Žilina en Tchécoslovaquie) est un joueur professionnel slovaque de hockey sur glace Il évolue au poste de centre. Il est le frère de Ronald Petrovický.

## Biographie

### Carrière en club
En 1990, il commence sa carrière dans le championnat de Tchécoslovaquie pour le HC Dukla Trenčín. Il est choisi au cours du repêchage d'entrée dans la LNH 1992 par les Whalers de Hartford en première ronde, en neuvième position. Il débute alors dans la Ligue nationale de hockey. Il a porté les couleurs de plusieurs franchises de la LNH. Il revient en Europe en 2001.
Il prend sa retraite à l'issue de la saison 2015-2016.

### Carrière internationale
Il représente l'équipe de Slovaquie au niveau international. Il a participé à plusieurs éditions du championnat du monde ainsi qu'aux Jeux Olympiques de 1994, 1998 et 2002. Il est champion du monde en 2002.

## Statistiques

### En club
| Saison     | Équipe                   | Ligue          |     | Saison régulière | Saison régulière | Saison régulière | Saison régulière | Saison régulière |    | Séries éliminatoires | Séries éliminatoires | Séries éliminatoires | Séries éliminatoires | Séries éliminatoires |
| Saison     | Équipe                   | Ligue          | PJ  | B                | A                | Pts              | Pun              | PJ               | B  | A                    | Pts                  | Pun                  |                      |                      |
| 1990-1991  | HC Dukla Trenčín         | Extraliga tch. | 33  | 9                | 14               | 23               | 12               |                  |    |                      |                      |                      |                      |                      |
| 1991-1992  | HC Dukla Trenčín         | Extraliga tch. | 46  | 25               | 36               | 61               | 28               | 13               | 8  | 11                   | 19                   | 6                    |                      |                      |
| 1992-1993  | Indians de Springfield   | LAH            | 16  | 5                | 3                | 8                | 39               | 15               | 5  | 6                    | 11                   | 14                   |                      |                      |
| 1992-1993  | Whalers de Hartford      | LNH            | 42  | 3                | 6                | 9                | 45               | --               | -- | --                   | --                   | --                   |                      |                      |
| 1993-1994  | HC Dukla Trenčín         | Extraliga slo. | 1   | 0                | 0                | 0                | 0                |                  |    |                      |                      |                      |                      |                      |
| 1993-1994  | Indians de Springfield   | LAH            | 30  | 16               | 8                | 24               | 39               | 4                | 0  | 2                    | 2                    | 4                    |                      |                      |
| 1993-1994  | Whalers de Hartford      | LNH            | 33  | 6                | 5                | 11               | 39               | --               | -- | --                   | --                   | --                   |                      |                      |
| 1994-1995  | Whalers de Hartford      | LNH            | 2   | 0                | 0                | 0                | 0                | --               | -- | --                   | --                   | --                   |                      |                      |
| 1994-1995  | Falcons de Springfield   | LAH            | 74  | 30               | 52               | 82               | 121              | --               | -- | --                   | --                   | --                   |                      |                      |
| 1995-1996  | Vipers de Détroit        | LIH            | 12  | 5                | 3                | 8                | 16               | --               | -- | --                   | --                   | --                   |                      |                      |
| 1995-1996  | K-Wings du Michigan      | LIH            | 50  | 23               | 23               | 46               | 63               | 7                | 3  | 1                    | 4                    | 16                   |                      |                      |
| 1995-1996  | Falcons de Springfield   | LAH            | 9   | 4                | 8                | 12               | 18               | --               | -- | --                   | --                   | --                   |                      |                      |
| 1995-1996  | Stars de Dallas          | LNH            | 5   | 1                | 1                | 2                | 0                | --               | -- | --                   | --                   | --                   |                      |                      |
| 1996-1997  | Blues de Saint-Louis     | LNH            | 44  | 7                | 12               | 19               | 10               | 2                | 0  | 0                    | 0                    | 0                    |                      |                      |
| 1996-1997  | IceCats de Worcester     | LAH            | 12  | 5                | 4                | 9                | 19               | --               | -- | --                   | --                   | --                   |                      |                      |
| 1997-1998  | IceCats de Worcester     | LAH            | 65  | 27               | 34               | 61               | 97               | 10               | 3  | 4                    | 7                    | 12                   |                      |                      |
| 1998-1999  | Lightning de Tampa Bay   | LNH            | 28  | 3                | 4                | 7                | 6                | --               | -- | --                   | --                   | --                   |                      |                      |
| 1998-1999  | Griffins de Grand Rapids | LIH            | 49  | 26               | 32               | 58               | 87               | --               | -- | --                   | --                   | --                   |                      |                      |
| 1999-2000  | Lightning de Tampa Bay   | LNH            | 43  | 7                | 10               | 17               | 14               | --               | -- | --                   | --                   | --                   |                      |                      |
| 1999-2000  | Griffins de Grand Rapids | LIH            | 7   | 5                | 3                | 8                | 4                | --               | -- | --                   | --                   | --                   |                      |                      |
| 2000-2001  | Islanders de New York    | LNH            | 11  | 0                | 0                | 0                | 4                | --               | -- | --                   | --                   | --                   |                      |                      |
| 2000-2001  | Wolves de Chicago        | LIH            | 23  | 13               | 10               | 23               | 22               | --               | -- | --                   | --                   | --                   |                      |                      |
| 2000-2001  | MODO hockey              | Elitserien     | 7   | 3                | 2                | 5                | 10               | 7                | 1  | 1                    | 2                    | 6                    |                      |                      |
| 2001-2002  | HC Ambri-Piotta          | LNA            | 37  | 23               | 23               | 46               | 34               |                  |    |                      |                      |                      |                      |                      |
| 2002-2003  | HC Ambri-Piotta          | LNA            | 42  | 15               | 20               | 35               | 40               |                  |    |                      |                      |                      |                      |                      |
| 2003-2004  | SC Langnau Tigers        | LNA            | 24  | 7                | 12               | 19               | 12               | --               | -- | --                   | --                   | --                   |                      |                      |
| 2004-2005  | ZSC Lions                | LNA            | 44  | 21               | 29               | 50               | 48               | 15               | 6  | 9                    | 15                   | 39                   |                      |                      |
| 2005-2006  | ZSC Lions                | LNA            | 19  | 5                | 8                | 13               | 14               | --               | -- | --                   | --                   | --                   |                      |                      |
| 2006-2007  | ZSC Lions                | LNA            | 39  | 14               | 17               | 31               | 50               |                  |    |                      |                      |                      |                      |                      |
| 2007-2008  | HC Vítkovice             | Extraliga tch. | 11  | 5                | 4                | 9                | 8                | --               | -- | --                   | --                   | --                   |                      |                      |
| 2007-2008  | Leksands IF              | Allsvenskan    | 33  | 10               | 17               | 27               | 36               |                  |    |                      |                      |                      |                      |                      |
| 2008-2009  | HC Vítkovice             | Extraliga tch. | 37  | 5                | 15               | 20               | 47               | --               | -- | --                   | --                   | --                   |                      |                      |
| 2008-2009  | Leksands IF              | Allsvenskan    | 6   | 1                | 3                | 4                | 10               |                  |    |                      |                      |                      |                      |                      |
| 2009-2010  | Dinamo Riga              | KHL            | 34  | 8                | 12               | 20               | 43               | 9                | 0  | 4                    | 4                    | 10                   |                      |                      |
| 2010-2011  | KalPa Kuopio             | SM-liiga       | 13  | 2                | 5                | 7                | 4                |                  |    |                      |                      |                      |                      |                      |
| 2010-2011  | Dinamo Riga              | KHL            | 20  | 1                | 3                | 4                | 8                | 11               | 1  | 2                    | 3                    | 6                    |                      |                      |
| 2011-2012  | HC Kometa Brno           | Extraliga slo. | 43  | 8                | 18               | 26               | 22               | 15               | 4  | 3                    | 7                    | 6                    |                      |                      |
| 2012-2013  | HC Kometa Brno           | Extraliga slo. | 48  | 9                | 7                | 16               | 20               | -                | -  | -                    | -                    | -                    |                      |                      |
| 2013-2014  | HC Dukla Trenčín         | Extraliga slo. | 10  | 3                | 6                | 9                | 2                | -                | -  | -                    | -                    | -                    |                      |                      |
| 2013-2014  | HC Slavia Prague         | Extraliga tch. | 5   | 0                | 1                | 1                | 2                | -                | -  | -                    | -                    | -                    |                      |                      |
| 2014-2015  | HC Dukla Trenčín         | Extraliga slo. | 37  | 6                | 17               | 23               | 18               | 5                | 2  | 0                    | 2                    | 2                    |                      |                      |
| 2015-2016  | HC Dukla Trenčín         | Extraliga slo. | 44  | 1                | 20               | 21               | 18               | -                | -  | -                    | -                    | -                    |                      |                      |
| Totaux LNH | Totaux LNH               | Totaux LNH     | 208 | 27               | 38               | 65               | 118              | 2                | 0  | 0                    | 0                    | 0                    |                      |                      |